# Gare d’Éragny - Neuville
Gare d’Éragny - Neuville vasútállomás Franciaországban, Éragny településen.

## Vasútvonalak
Az állomást az alábbi vasútvonalak érintik:
- Achères-Pontoise-vasútvonal

## Kapcsolódó állomások
A vasútállomáshoz az alábbi állomások vannak a legközelebb:
- Gare de Saint-Ouen-l’Aumône-Quartier de l’Église (Gare de Gisors, Transilien J vonal)
- Gare de Conflans-Sainte-Honorine (Paris Gare Saint-Lazare, Transilien J vonal)